# TVNorge
TVNorge (en français : TV Norvège) est une chaîne nationale norvégienne, généraliste commerciale privée.

## Histoire de la chaîne
TVNorge voit le jour le 5 décembre 1988. C'est la première chaîne norvégienne financée par la publicité. 
À l'origine, TVNorge est diffusée sur le satellite et le câble, puis elle s'est affiliée à plusieurs chaînes locales. Ces chaines locales diffusent leur programmes sur TVNorge de 17h30 à 18h30 et de 19h30 à 20h30. Le reste du temps, TVNorge diffuse ses propres programmes..